# TWENITY
『TWENITY』(トゥウェニティ) は、日本のロックバンド、L'Arc〜en〜Cielのベスト・アルバム。『1991-1996』『1997-1999』『2000-2010』は2011年2月16日発売。『BOX』は2011年3月9日発売。発売元はKi/oon Records。

## 解説
2010年に発表した『QUADRINITY 〜MEMBER'S BEST SELECTIONS〜』以来約11ヶ月ぶりとなるベストアルバム。
本作は、L'Arc〜en〜Cielのバンド結成20周年を記念し発表されたベストアルバムとなっている。アルバムタイトルは"三位一体"を意味する「Trinity」と、"20"を意味する「Twenty」を組み合わせた造語となっている。なお、このタイトルは、本作が＜バンドが歩んだ20年の歴史を総括した作品＞であることを意図して付けられている。
また、本作はインディース時代に発売した1stアルバム『DUNE』から4thアルバム『True』までに発表した楽曲を収録した『TWENITY 1991-1996』、1997年に発売したシングル「虹」から1999年に2枚同時発売した6th,7thアルバム『ark』『ray』までに発表した楽曲を収録した『TWENITY 1997-1999』、2000年発売の両A面シングル「NEO UNIVERSE／finale」から11thアルバム『KISS』までに発表した楽曲を中心に収録した『TWENITY 2000-2010』の3タイトルに分け、2011年2月16日に同時リリースされている。ちなみに、2010年に「PEPSI NEX」CMソングに使用され、配信限定シングルとして発表されていた楽曲「I Love Rock'n Roll」は『TWENITY 2000-2010』に収録されており、これが初のフィジカル化となった。そして、前述の3タイトルの発売から約3週間後の2011年3月9日には、3作を同梱したボックス・セット『TWENITY BOX』がリリースされている。
本作の収録曲は、L'Arc〜en〜Cielのメンバーおよびスタッフによる投票をもとに決定されている。また、3タイトルに収録されたすべての楽曲において、宮本茂男（form THE MASTER）によるリマスタリングが施されている。なお、本作は、ボックス・セットの発売を除けば、バンド活動を休止していた2003年3月に発売したベストアルバム『The Best of L'Arc〜en〜Ciel』シリーズと似た形態でリリースされた作品となっている。ただ、2003年に発表したベストアルバムは、メンバー4人が選曲作業に一切携わっておらず、メジャーデビュー以降に発表した楽曲のみで収録曲が構成されていた。それに対し、本作の制作では、メンバーの意見も踏まえ、インディーズ時代に発表した楽曲からも選曲されており、タイトルが表す通りバンド結成からの20年間を網羅した内容になっている。そのため本作は、オールタイムベストと謳われている。
本作のフィジカルは上記のように、『TWENITY 1991-1996』（CD）、『TWENITY 1997-1999』（CD）、『TWENITY 2000-2010』（CD）、『TWENITY BOX』（4CD＋DVD）の4タイトルでリリースされており、フィジカル形態は『1991-1996』『1997-1999』『2000-2010』が通常盤（1種）、『BOX』は完全生産限定盤（1種）での販売となっている。ボックス・セットの『BOX』には、CD3タイトルに加え、バンドの20年の歴史を振り返るダイジェスト映像が収められたDVD、さらに豪華ブックレットとオルゴールが同梱されている。DVDには、様々な時代のL'Arc〜en〜Cielのライヴ映像が収録されているが、1992年3月16日に数量限定で無料配布した自主制作ビデオ『L'Arc-en-Ciel』の映像も一部収録されている。また、オルゴールは「flower」「あなた」「New World」「MY HEART DRAWS A DREAM」の4曲のうち、いずれか1曲が鳴る仕様となっており、全4種のうち1種類がランダム封入されている。なお、ジャケットのアートワークは、L'Arc〜en〜Cielと長らく付き合いのあるクリエイティブユニット、生意気（Namaiki）が担当している。

## 収録曲
| 全作詞: hyde（#15, 作詞: Sakura）。 |                                     |                             |           |                                  |      |
| #                                   | タイトル                            | 作詞                        | 作曲      | 編曲                             | 時間 |
| 1.                                  | 「Voice」                           | hyde （#15, 作詞: Sakura ） | ken       | L'Arc〜en〜Ciel                  | 4:58 |
| 2.                                  | 「Floods of tears」                 | hyde （#15, 作詞: Sakura ） | tetsu     | L'Arc〜en〜Ciel                  | 6:13 |
| 3.                                  | 「As if in a dream」                | hyde （#15, 作詞: Sakura ） | ken       | L'Arc〜en〜Ciel                  | 5:31 |
| 4.                                  | 「Blurry Eyes」                     | hyde （#15, 作詞: Sakura ） | tetsuya   | L'Arc〜en〜Ciel                  | 4:21 |
| 5.                                  | 「In the Air」                      | hyde （#15, 作詞: Sakura ） | hyde      | L'Arc〜en〜Ciel                  | 4:59 |
| 6.                                  | 「White Feathers」                  | hyde （#15, 作詞: Sakura ） | ken       | L'Arc〜en〜Ciel, Hajime Okano    | 7:57 |
| 7.                                  | 「Vivid Colors」                    | hyde （#15, 作詞: Sakura ） | ken       | L'Arc〜en〜Ciel, Akira Nishihira | 4:49 |
| 8.                                  | 「夏の憂鬱 [time to say good-bye]」 | hyde （#15, 作詞: Sakura ） | ken       | L'Arc〜en〜Ciel, Akira Nishihira | 5:02 |
| 9.                                  | 「I'm so happy」                    | hyde （#15, 作詞: Sakura ） | hyde      | L'Arc〜en〜Ciel, Masahide Sakuma | 4:43 |
| 10.                                 | 「flower」                          | hyde （#15, 作詞: Sakura ） | hyde      | L'Arc〜en〜Ciel, Takao Konishi   | 5:00 |
| 11.                                 | 「さようなら」                      | hyde （#15, 作詞: Sakura ） | hyde      | L'Arc〜en〜Ciel, Takao Konishi   | 4:30 |
| 12.                                 | 「Lies and Truth ("True" Mix)」     | hyde （#15, 作詞: Sakura ） | ken       | L'Arc〜en〜Ciel, Akira Nishihira | 5:57 |
| 13.                                 | 「賽は投げられた」                  | hyde （#15, 作詞: Sakura ） | ken       | L'Arc〜en〜Ciel, Takeyuki Hatano | 4:12 |
| 14.                                 | 「Caress of Venus」                 | hyde （#15, 作詞: Sakura ） | ken       | L'Arc〜en〜Ciel, Hajime Okano    | 4:29 |
| 15.                                 | 「"good-morning Hide"」             | hyde （#15, 作詞: Sakura ） | hyde      | L'Arc〜en〜Ciel, Hajime Okano    | 5:01 |
| 合計時間:                           | 合計時間:                           | 合計時間:                   | 合計時間: | 77:42                            |      |

| 全作詞: hyde。 |                         |           |           |                               |      |
| #              | タイトル                | 作詞      | 作曲      | 編曲                          | 時間 |
| 1.             | 「虹 (Album Version)」  | hyde      | ken       | L'Arc〜en〜Ciel, CHOKKAKU     | 5:10 |
| 2.             | 「winter fall」         | hyde      | ken       | L'Arc〜en〜Ciel, Hajime Okano | 4:53 |
| 3.             | 「LORELEY」             | hyde      | hyde      | L'Arc〜en〜Ciel, Hajime Okano | 6:02 |
| 4.             | 「Shout at the Devil」  | hyde      | ken       | L'Arc〜en〜Ciel, Hajime Okano | 3:57 |
| 5.             | 「fate」                | hyde      | ken       | L'Arc〜en〜Ciel, Hajime Okano | 5:44 |
| 6.             | 「あなた」              | hyde      | tetsuya   | L'Arc〜en〜Ciel, Hajime Okano | 5:21 |
| 7.             | 「HONEY」               | hyde      | hyde      | L'Arc〜en〜Ciel, Hajime Okano | 3:49 |
| 8.             | 「花葬」                | hyde      | ken       | L'Arc〜en〜Ciel, Hajime Okano | 5:15 |
| 9.             | 「snow drop [ray mix]」 | hyde      | tetsuya   | L'Arc〜en〜Ciel, Hajime Okano | 4:33 |
| 10.            | 「HEAVEN'S DRIVE」      | hyde      | hyde      | L'Arc〜en〜Ciel, Hajime Okano | 4:22 |
| 11.            | 「Pieces [ark mix]」    | hyde      | tetsuya   | L'Arc〜en〜Ciel, Hajime Okano | 5:44 |
| 12.            | 「Driver's High」       | hyde      | tetsuya   | L'Arc〜en〜Ciel, Hajime Okano | 4:13 |
| 13.            | 「真実と幻想と」        | hyde      | ken       | L'Arc〜en〜Ciel, Hajime Okano | 5:27 |
| 14.            | 「Sell my Soul」        | hyde      | hyde      | L'Arc〜en〜Ciel, Hajime Okano | 4:43 |
| 15.            | 「いばらの涙」          | hyde      | hyde      | L'Arc〜en〜Ciel, Hajime Okano | 5:19 |
| 合計時間:      | 合計時間:               | 合計時間: | 合計時間: | 74:32                         |      |

| #         | タイトル                   | 作詞                      | 作曲                      | 編曲                             | 時間  |
| --------- | -------------------------- | ------------------------- | ------------------------- | -------------------------------- | ----- |
| 1.        | 「NEO UNIVERSE」           | hyde                      | ken                       | L'Arc〜en〜Ciel, Hajime Okano    | 4:09  |
| 2.        | 「finale」                 | hyde                      | tetsuya                   | L'Arc〜en〜Ciel, Hajime Okano    | 6:29  |
| 3.        | 「STAY AWAY」              | hyde                      | tetsuya                   | L'Arc〜en〜Ciel, Hajime Okano    | 3:59  |
| 4.        | 「get out from the shell」 | hyde                      | yukihiro                  | L'Arc〜en〜Ciel                  | 4:17  |
| 5.        | 「READY STEADY GO」        | hyde                      | tetsuya                   | L'Arc〜en〜Ciel, Hajime Okano    | 3:50  |
| 6.        | 「瞳の住人」               | hyde                      | tetsuya                   | L'Arc〜en〜Ciel, Hajime Okano    | 5:57  |
| 7.        | 「REVELATION」             | hyde                      | yukihiro                  | L'Arc〜en〜Ciel, Hajime Okano    | 3:21  |
| 8.        | 「New World」              | yukihiro                  | yukihiro, hyde            | L'Arc〜en〜Ciel, Hajime Okano    | 4:10  |
| 9.        | 「叙情詩」                 | hyde                      | ken                       | L'Arc〜en〜Ciel, Hajime Okano    | 5:12  |
| 10.       | 「AS ONE」                 | hyde                      | hyde                      | L'Arc〜en〜Ciel, Hajime Okano    | 3:46  |
| 11.       | 「Link -KISS Mix-」        | hyde                      | tetsuya                   | L'Arc〜en〜Ciel, Akira Nishihira | 4:48  |
| 12.       | 「MY HEART DRAWS A DREAM」 | hyde                      | ken                       | L'Arc〜en〜Ciel                  | 4:19  |
| 13.       | 「DAYBREAK'S BELL」        | hyde                      | ken                       | L'Arc〜en〜Ciel                  | 4:16  |
| 14.       | 「Pretty girl」            | ken                       | ken                       | L'Arc〜en〜Ciel, Hajime Okano    | 3:19′ |
| 15.       | 「I Love Rock'n Roll」     | Jake Hooker, Alan Merrill | Jake Hooker, Alan Merrill | L'Arc〜en〜Ciel, Hajime Okano    | 2:51  |
| 合計時間: | 合計時間:                  | 合計時間:                 | 合計時間:                 | 合計時間:                        | 64:43 |

## TWENITY BOX付属DVD
1. VICIOUS PRESENTS Because the Night '93 Digest 〜Oct.19,1993 渋谷公会堂〜 
「As if in a dream」「Dune」「Shutting from the sky」
2. L'Arc〜en〜Ciel LIVE Digest of 20 years 
1991: 「Claustro phobia」「I'm in pain」
1993: 「Dune」「Shutting from the sky」
1995: 「Still I'm With You」「and She Said」「Secret Signs」「Wind of Gold」「Blurry Eyes」「Vivid Colors」
1997: 「Shout at the Devil」「虹」
1998: 「birth!」「LORELEY」「Promised land」「snow drop」
1999: 「Driver's High」「死の灰」「Butterfly's Sleep」「birth!」「Pieces」「LOVE FLIES」「Blurry Eyes」
2000: 「get out from the shell -asian version-」「bravery」「ROUTE 666」「fate」
2003: 「Caress of Venus」「Lies and Truth」
2004: 「Spirit dreams inside」「Lover Boy」「予感」「Time goes on」「瞳の住人」「接吻」「Feeling Fine」
2005: 「AS ONE」「TRUST」「twinkle, twinkle」「Link」
2006: 「the Fourth Avenue Café」「All Dead」「metropolis」
2007: 「DAYBREAK'S BELL」「砂時計」「雪の足跡」
2008: 「spiral」「ALONE EN LA VIDA」「DRINK IT DOWN」「Driver's High」「forbidden lover」「Caress of Venus」「STAY AWAY」「Pretty girl」「Sell my Soul」「THE NEPENTHES」「星空」
3. L'Arc〜en〜Ciel TV Spot Collection

## 楽曲解説

### TWENITY 1991-1996
1. 「Voice」
1stアルバム『DUNE』収録曲。
2. 「Floods of tears」
インディーズシングルの表題曲のひとつ。1stアルバム『DUNE』に収録されたアルバムバージョンで収録。
3. 「As if in a dream」
1stアルバム『DUNE』収録曲。
4. 「Blurry Eyes」
1stシングルの表題曲。
5. 「In the Air」
2ndアルバム『Tierra』収録曲。ベストアルバム『The Best of L'Arc〜en〜Ciel 1994-1998』と同様に、アウトロが途中で切れずに最後までフェードアウトするかたちで収録。
6. 「White Feathers」
2ndアルバム『Tierra』収録曲。
7. 「Vivid Colors」
2ndシングルの表題曲。
8. 夏の憂鬱 [time to say good-bye]」
3rdシングルの表題曲。
9. 「I'm so happy」
4thシングル「風にきえないで」のカップリング曲。
10. 「flower」
5thシングルの表題曲。
11. 「さようなら」
5thシングル「flower」のカップリング曲。
12. 「Lies and Truth ("True" Mix)」
6thシングルの表題曲。4thアルバム『True』に収録されたアルバムバージョンで収録。
13. 「賽は投げられた」
6thシングル「Lies and Truth」のカップリング曲。
14. 「Caress of Venus」
4thアルバム『True』収録曲。
15. 「"good-morning Hide"」
4thアルバム『True』収録曲。

### TWENITY 1997-1999
1. 「虹 (Album Version)」
7thシングルの表題曲。5thアルバム『HEART』に収録されたアルバムバージョンで収録。
2. 「winter fall」
8thシングルの表題曲。
3. 「LORELEY」
5thアルバム『HEART』収録曲。
4. 「Shout at the Devil」
5thアルバム『HEART』収録曲。
5. 「fate」
5thアルバム『HEART』収録曲。
6. 「あなた」
5thアルバム『HEART』収録曲。
7. 「HONEY」
10thシングルの表題曲。
8. 「花葬」
11thシングルの表題曲。
9. 「snow drop [ray mix]」
13thシングル。7thアルバム『ray』に収録されたアルバムバージョンで収録。
10. 「HEAVEN'S DRIVE」
15thシングルの表題曲。
11. 「Pieces [ark mix]」
16thシングルの表題曲。6thアルバム『ark』に収録されたアルバムバージョンで収録。
12. 「Driver's High」
17thシングルの表題曲。
13. 「真実と幻想と」
6thアルバム『ark』収録曲。
14. 「Sell my Soul」
7thアルバム『ray』収録曲。
15. 「いばらの涙」
7thアルバム『ray』収録曲。

### TWENITY 2000-2010
1. 「NEO UNIVERSE」
19thシングル「NEO UNIVERSE／finale」の表題曲のひとつ。
2. 「finale」
19thシングル「NEO UNIVERSE／finale」の表題曲のひとつ。
3. 「STAY AWAY」
20thシングルの表題曲。
4. 「get out from the shell」
20thシングル「STAY AWAY」のカップリング曲。
5. 「READY STEADY GO」
22ndシングル。特記はないが9thアルバム『SMILE』に収録されたアルバムバージョンで収録。
6. 「瞳の住人」
23rdシングルの表題曲。
7. 「REVELATION」
9thアルバム『SMILE』収録曲。
8. 「New World」
26thシングルの表題曲。
9. 「叙情詩」
27thシングルの表題曲。
10. 「AS ONE」
10thアルバム『AWAKE』収録曲。
11. 「Link -KISS Mix-」
28thシングルの表題曲。11thアルバム『KISS』に収録されたアルバムバージョンで収録。
12. 「MY HEART DRAWS A DREAM」
31stシングルの表題曲。
13. 「DAYBREAK'S BELL」
32ndシングルの表題曲。
14. 「Pretty girl」
11thアルバム『KISS』収録曲。
15. 「I Love Rock'n Roll」
配信限定シングル。本作で初フィジカル化。冒頭のサビは歌詞カードに掲載されていない。